# (36673) 2000 QG221
2000 QG221 (asteroide 36673) é um asteroide da cintura principal. Possui uma excentricidade de 0.11736330 e uma inclinação de 15.69809º.
Este asteroide foi descoberto no dia 21 de agosto de 2000 por LONEOS em Anderson Mesa.